# Rachel Takserman-Krozer
Rachela (Raya) Takserman-Krozer (ur. 31 grudnia 1921 w Hajsynie, zm. 28 września 1987 w Trewirze) – fizyk teoretyczny i reolog. Pracowała nad zróżnicowanymi aspektami fizyki teoretycznej, poczynając od teorii względności, kończąc na badaniach przepływu polimerów. W pracach szczególnie skupiła się na zachowaniach polimerów w polach prędkości, reologii fenomenologicznej i molekularno-statystycznej teorii sieci polimerowych. Pracowała w wielu krajach, m.in. w Rosji, Polsce, Izraelu i Niemczech.

## Życiorys
Urodziła się w żydowskiej rodzinie. Po przeprowadzce do Odessy skończyła szkołę, a następnie została przyjęta na Wydział Fizyki na Uniwersytecie w Odessie. Podczas II wojny światowej służyła jako pielęgniarka, jednocześnie studiując na uniwersytecie w Taszkiencie, gdzie w 1945 uzyskała stopień magistra w fizyce teoretycznej. W 1946 wyszła za mąż za Szymona Krozera, który studiował fizykę doświadczalną na tym samym uniwersytecie. W 1948 zaczęła studia doktoranckie, skupiając się na teorii względności. Badania prowadziła pod kierunkiem Władimira Focka w Instytucie Fizyki Teoretycznej Uniwersytetu Leningradzkiego. Do 1959 nie skończyła badań. W międzyczasie urodziła trzech synów: w 1949 Anatola, który został fizykiem zajmującym się fizykochemią powierzchni, w 1953 Georgija, który studiował biologię i ekonomię, wykładowcę na Uniwersytecie w Twente, oraz w 1958 Wiktora, który studiował inżynierię elektryczną i został wykładowcą na wydziale fizyki w Uniwersytecie Goethego we Frankfurcie. W 1959 wznowiła studia doktoranckie w Pracowni Fizyki Polimerów warszawskiego Instytutu Chemii Przemysłowej pod kierunkiem Andrzeja Ziabickiego. Doktorat uzyskała w 1962 w Warszawie, zaś habilitację w 1966 w Łodzi. Obie prace napisała o fizyce polimerów. W latach 1967–1968 pracowała w Instytucie Podstawowych Problemów Techniki Polskiej Akademii Nauk, zajmując się hydrodynamiką i badaniami nad reologią polimerów.
W sierpniu 1968 została zatrudniona na posadzie profesorki Wydziału Mechaniki Izraelskiego Instytutu Techniki Technion, prowadzonego wówczas przez Markusa Rheinera, jednego z współtwórców terminu „reologia”. Na uniwersytecie pracowała nad przedmiotami mikroreologii i reologią nielinearną.
W 1972 kontynuowała badania na politechnice w Akwizgranie, w Karlsruher Institut für Technologie oraz finalnie na Uniwersytecie w Stuttgarcie, pracując razem z Eckehartem Krönerem.
Zmarła po trzyletniej walce z rakiem płuc. Zgodnie z jej ostatnim życzeniem, została pochowana w Amsterdamie.

## Praca naukowa
Główne badania Racheli Takserman-Krozer dotyczyły fizyki i reologii polimerów. Wraz z Markusem Rheinerem wniosła znaczący wkład w dziedzinie reologii oraz w dziedzinie zachowania roztworów i sieci polimerowych. Jej prace badawcze zostały opublikowane głównie w „Journal of Polymer Science”, „The Bulletin de L’Académie Polonaise des Sciences”, „Rheologica Acta” i „Colloid and Polymer Science”.

## Nagrody
W 1963 otrzymała Nagrodę Naukową Polskiego Towarzystwa Chemicznego. Została wymieniona w Who’s Who, książce wydanej w Izraelu w 1972, oraz w Międzynarodowym Rejestrze Profili Międzynarodowego Centrum Biograficznego.